# Јершов
Јершов (рус. Ершов) град је у Русији у Саратовској области. Према попису становништва из 2010. у граду је живело 21448 становника.

## Становништво
| 1939.  | 1959.  | 1970.  | 1979.  | 1989.  | 2002.  | 2010.  |
| ------ | ------ | ------ | ------ | ------ | ------ | ------ |
| 14.439 | 19.977 | 21.731 | 22.277 | 24.468 | 23.848 | 21.448 |